# Pseudouroctonus maidu
Pseudouroctonus maidu – gatunek skorpiona z rodziny Vaejovidae. Endemiczny dla Kalifornii w Stanach Zjednoczonych.

## Taksonomia
Gatunek ten opisany został po raz pierwszy w 2016 roku przez Warrena E. Savaryego i Roberta W. Brysona Jr. na łamach „ZooKeys”. Jako miejsce typowe wskazano drogę z Auburn do Cool w pobliżu zbiegu North Fork American i American River na terenie hrabstwa El Dorado w Kalifornii. Epitet gatunkowy pochodzi od autochtonicznej grupy etnicznej Maidu.
W obrębie rodzaju tworzy grupę gatunków z pokrewnymi P. glimmei i P. iviei charakteryzującą się budową hemispermatoforu samca.

## Morfologia
Samice osiągają od 36 do 41 mm długości ciała przy karapaksie długości między 4,6 a 5 mm i szerokości między 3,9 a 4,3 mm, samce zaś od 31 do 36 mm długości ciała przy karapaksie długości między 3,8 a 4,4 mm i szerokości między 3,8 a 3,3 mm. Ubarwienie ciała jest ciemnorudobrązowe z niewiele jaśniejszymi szczękoczułkami, odnóżami i spodem przedodwłoka.
Prosoma ma karapaks dłuższy niż szeroki, najszerszy przy tylnej krawędzi, mocniej niż u P. glimmei, wszędzie gęsto granulowany, o granulacji wchodzącej na bruzdę środkową, która z kolei jest wąska i wyraźna na przedzie a płytka w tyle. Na dwupłatowym przednim brzegu karapaksu wyrastają trzy pary szczecinek. Wzgórek oczny jest niski, oczy środkowe mają od 0,1 do 0,2 mm średnicy, a spośród dwóch lub trzech par oczu bocznych tylna jest najmniejsza. Szczękoczułki mają szczypce o palcu nieruchomym krótszym od ich średnicy i zaopatrzonym w dwa guzki, a palcu ruchomym krótszym od ich długości i zaopatrzonym w dwa ząbki subdystalne na grzbiecie oraz wyraźną serrurlę i gładkie żeberko na spodzie. Nogogłaszczki mają na udzie silne i grubo granulowane żeberka grzbietowo-wewnętrzne, zewnętrzno-środkowe, grzbietowo-zewnętrzne, brzuszno-wewnętrzne i wewnętrzno-środkowe, a na rzepce silne i grubo granulowane żeberka grzbietowo-wewnętrzne, grzbietowo-zewnętrzne, brzuszno-wewnętrzne i brzuszno-zewnętrzne, granulowane i dobrze wykształcone żeberko wewnętrzno-środkowe oraz słabiej wykształcone żeberko zewnętrzno-środkowe brzuszne. Szczypce mają cztery trichobotria w szeregu brzusznym oraz palec nieruchomy z sześcioma szeregami granuli i siedmioma wewnętrznymi ząbkami dodatkowymi. Niewiele szersze niż dłuższe, niemal pięciokątne sternum ma głęboką bruzdę środkową i osiem szczecinek. Odnóża mają golenie pozbawione ostróg, stopy z ostrogą prolateralną i retrolateralną, pośrodkowym szeregiem drobnych kolców na spodzie oraz dobrze wykształconym, spiczastym kolcem pazurkowym.
Przedodwłok ma tergity grubo granulowane, zwłaszcza przy brzegach bocznych i tylnym, a siódmy z nich opatrzony czterema dobrze wykształconymi żeberkami. Sternity od pierwszego do szóstego są granulowane bardzo drobno, siódmy mocniej i opatrzone parą słabo wykształconych żeberek. Wieczka płciowe są dobrze rozwinięte, zaopatrzone w 10 szczecinek. Grzebienie mają 6 lub 7 blaszek i 10 zębów. Małe przetchlinki są prawie owalne.
Zaodwłok ma silne, ząbkowane lub piłkowane żeberka grzbietowo-boczne na segmentach od pierwszego do piątego,  żeberka nadśrodkowe boczne na segmentach od pierwszego do czwartego, żeberka brzusznoboczne na segmentach od pierwszego do piątego, żeberka podśrodkowo-brzuszne na segmentach od pierwszego do czwartego oraz żeberko środkowo-brzuszne na segmencie piątym. Żeberka podśrodkowe brzuszne segmentu pierwszego są silne, granulowane i niemal pełne, podczas gdy na dwóch następnych segmentach brak ich zupełnie. Żeberko pośrodkowo-boczne segmentu piątego jest w przedniej połowie granulowane, a dalej zanika. Drugi segment metasomy jest dłuższy niż szeroki, a piąty mniej wydłużony i nabrzmiały niż u P. iviei. Telson dysponuje przysadzistym, na spodzie pomarszczonym i rzadko oszczecinionym wezykulusem oraz pozbawiony łatki mikroskopowych ząbków u podstawy żądłem.

## Ekologia i występowanie
Skorpion endemiczny dla Kalifornii w Stanach Zjednoczonych, znany tylko z miejsca typowego. Na zamieszkiwanym przez niego terenie zbocza południowe porastają zadrzewienia zdominowane przez dęby, a zbocza północne mieszane zadrzewienia z dominacją sosny. Bytuje głównie pod kamieniami, w tym porośniętymi mchem, wybierają stanowiska wilgotniejsze niż pokrewny P. iviei.